# Lenita Toivakka
Lenita Anneli Toivakka (ur. 28 września 1961 w Helsinkach) – fińska polityk, posłanka do Eduskunty, od 2014 do 2016 minister handlu zagranicznego.

## Życiorys
W 1980 zdała egzamin maturalny, w 1980 ukończyła studia w Helsińskiej Wyższej Szkole Handlu. Pracowała jako stewardesa w Finnair, później jako menedżer ds. marketingu, handlowiec i prywatny przedsiębiorca.
Zaangażowała się w działalność polityczną w ramach Partii Koalicji Narodowej. Wybierana do rady miejskiej w Mikkeli i do rady regionu Sawonia Południowa. W 2007 po raz pierwszy uzyskała mandat deputowanej do Eduskunty. W 2011 z powodzeniem ubiegała się o reelekcję. W 2014 powołana na urząd ministra handlu zagranicznego i spraw europejskich w rządzie Alexandra Stubba. Mandat poselski utrzymała również w 2015. 29 maja tegoż roku weszła w skład nowego gabinetu Juhy Sipili jako minister handlu zagranicznego i rozwoju. W czerwcu 2016 podała się do dymisji, gdy pojawiły się zarzuty co do operacji podatkowych prowadzonych przez jej rodzinne przedsiębiorstwo.